# Três Ligas

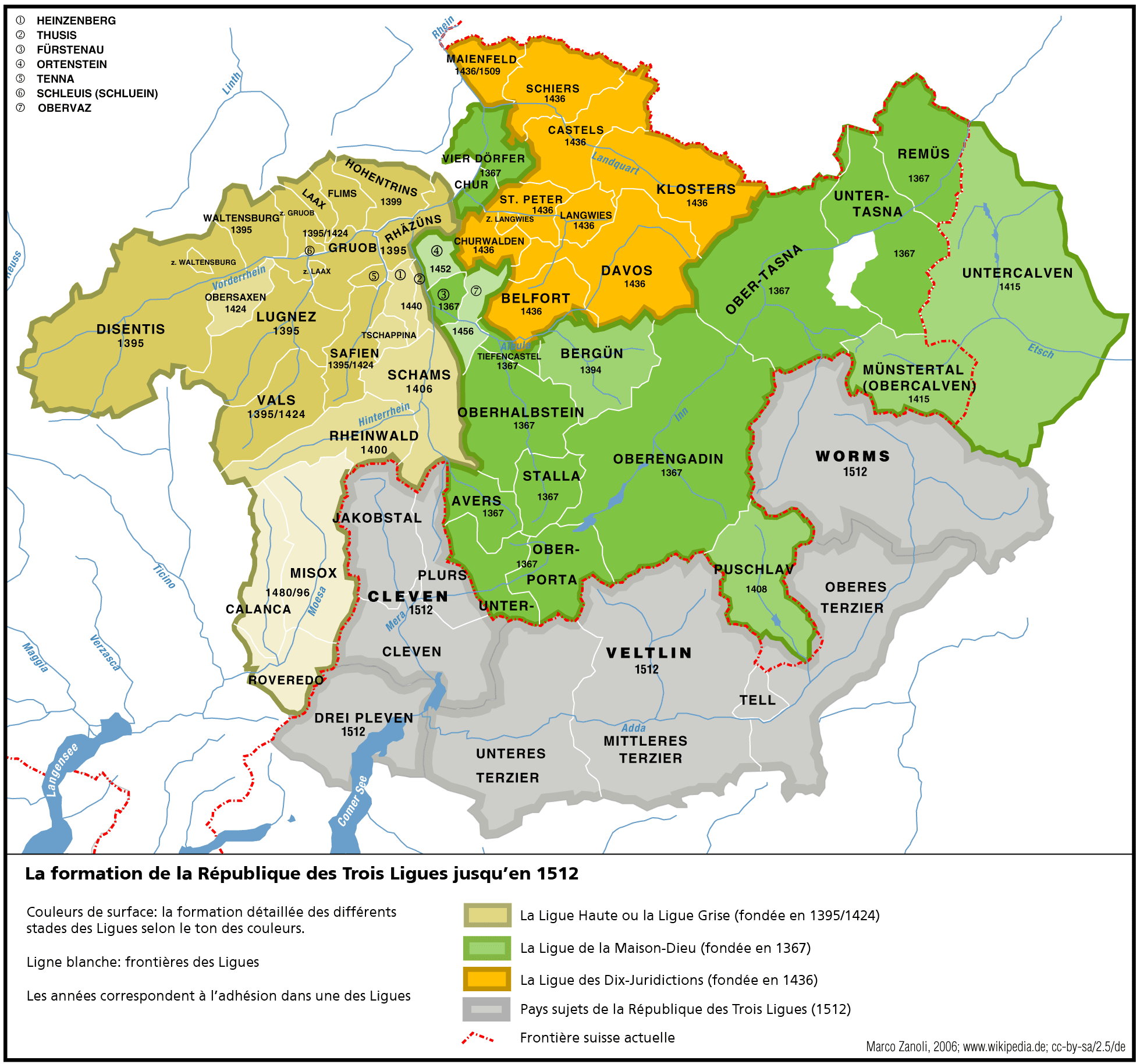
Mapa das Três Ligas, indicando a Liga Cinza (marrom), a Liga das Dez Jurisdições (laranja), a Liga da Casa de Deus (verde) e os territórios subordinados (cinza).

As Três Ligas (também chamadas Ligas réticas ou Ligas grisonas) foram uma aliança entre a  Liga Cinza, a Liga das Dez Juridições e a Liga da Casa de Deus, no atual cantão dos Grisons, na Suíça. De facto separadas do Sacro Império Romano desde 1499, essas ligas se uniram entre 1450 e 1524, como um estado livre, desenvolvendo um ente político único, nos primórdios da Europa moderna. Vale observar, no entanto, que, pelos padrões de hoje, as Três Ligas seriam consideradas como uma federação de três estados - e não exatamente como um estado unificado. A união tinha poderes limitados, e virtualmente todos os assuntos do estado eram decididos por referendum. Com a celebração do Bundesbrief (pacto federal) de 23 de setembro de 1524, foi promulgada uma constituição que duraria até a dissolução do Estado Livre das Três Ligas, durante a Era Napoleônica.
No início do século XVII, as Três Ligas constituíam  o único território onde vigia o comunalismo. 
Posteriormente, as Três Ligas associaram-se à antiga Confederação Suíça, entre os séculos XIV e XVI. Finalmente, foram anexadas pela República Helvética em 1799, constituindo o cantão da Récia.